# Бача (річка)
Бача (словен. Bača) — річка в Словенії 22 кілометрів в довжину. Починається близько Бача при Подбрду і приєднується до річки Ідрійца поблизу Бача при Модрею.